# Mas Pòlit
El Mas Pòlit és un mas situat al municipi de Vilamaniscle, a la comarca catalana de l'Alt Empordà.
Està documentat que l’any 1293 el territori denominat La Mata, que avui s’anomena MAS PÒLIT, era propietat senyorial del monjo Hospitaler del Monestir de Sant Pere de Rodes, que féu contracte d’emfiteusi a Bernat Carrera, home propi del Sr. Abat de dit Monestir. I el document dona fe de que ja es cultivava la vinya.
Fou l’any 1572 quan Antoni Heras, fill del Mas d’en Heras de Garriguella, comprà el Mas. A partir d’aquesta data el Mas Pòlit ha estat propietat de la família Heras i dels seus descendents.
El 1632, el mas passa a ser propietat d’un net de Antoni Heras, anomenat Hipòlit Heras. Fou a partir d’aquest moment que el mas prengué el seu nom: Mas Pòlit